# Olympische Sommerspiele 2000/Teilnehmer (Belarus)
| Gelbes Symbol für Goldmedaillen mit stilisierten Olympischen Ringen | Graues Symbol für Silbermedaillen mit stilisierten Olympischen Ringen | Braundes Symbol für Bronzemedaillen mit stilisierten Olympischen Ringen |
| ------------------------------------------------------------------- | --------------------------------------------------------------------- | ----------------------------------------------------------------------- |
| 3                                                                   | 3                                                                     | 11                                                                      |

Belarus nahm an den Olympischen Sommerspielen 2000 in Sydney mit einer Delegation von 139 Athleten (72 Männer und 67 Frauen) an 109 Wettkämpfen in 20 Sportarten teil. Fahnenträger bei der Eröffnungsfeier war der Ringer Sjarhej Lischtwan.

## Teilnehmer nach Sportarten

### Bogenschießen
Frauen
- Hanna Karassjowa
Einzel: 30. Platz
- Wolha Sabuhina-Maros
Einzel: 61. Platz

### Boxen
Männer
- Sjarhej Bykouski
Halbweltergewicht: Viertelfinale

### Fechten
Männer
- Dsmitryj Lapkes
Säbel, Einzel: 15. Platz
- Andrej Muraschko
Degen, Einzel: 38. Platz
Degen, Mannschaft: 6. Platz
- Uladsimir Ptschenikin
Degen, Einzel: 31. Platz
Degen, Mannschaft: 6. Platz
- Wital Sacharau
Degen, Einzel: 24. Platz
Degen, Mannschaft: 6. Platz

### Gewichtheben
| Männer - Pawel Basuk Mittelschwergewicht: 16. Platz - Witali Dzerbianiou Bantamgewicht: 7. Platz - Sjarhej Laurenau Leichtgewicht: Bronze - Henadsij Aljaschtschuk Federgewicht: Bronze | Frauen - Hanna Bazjuschka Leichtgewicht: 8. Platz |

### Judo
Männer
- Natik Nadirowitsch Bagirow
Superleichtgewicht: Viertelfinale
- Sergei Kucharenko
Halbmittelgewicht: Viertelfinale
- Anatol Larukou
Leichtgewicht: Bronze
- Ruslan Scharapow
Schwergewicht: 5. Platz
- Leonid Swirid
Halbschwergewicht: 2. Runde

### Kanu
| Männer - Aljaksandr Massjajkou Canadier-Einer, 500 Meter: Hoffnungslauf | Frauen - Alena Bez & Swjatlana Wakula Kajak-Zweier, 500 Meter: Hoffnungslauf - Alessja Bakunowa, Alena Bez, Natallja Bandarenka & Swjatlana Wakula Kajak-Vierer, 500 Meter: 6. Platz |

### Leichtathletik
| Männer - Ihar Astapkowitsch Hammerwurf: Bronze - Leonid Tscharauko Diskuswurf: 33. Platz in der Qualifikation - Uladsimir Dubrouschtschyk Diskuswurf: 7. Platz - Wiktor Ginko 50 Kilometer Gehen: disqualifiziert - Wassil Kapzjuch Diskuswurf: 4. Platz - Michail Chmelnizki 20 Kilometer Gehen: 34. Platz - Aljaksej Lelin Hochsprung: 34. Platz in der Qualifikation - Andrej Makarau 20 Kilometer Gehen: 17. Platz - Artur Meljaschkewitsch 20 Kilometer Gehen: 21. Platz - Andrej Michnewitsch Kugelstoßen: 9. Platz - Pawel Pelepjagin 800 Meter: Halbfinale - Uladsimir Sassimowitsch Speerwurf: 24. Platz in der Qualifikation - Iwan Zichan Hammerwurf: 4. Platz - Leanid Werschinin 400 Meter Hürden: Vorläufe | Frauen - Natallja Duchnowa 800 Meter: Vorläufe - Ljudmila Hubkina Hammerwurf: 6. Platz - Laryssa Chmjalnizkaja 20 Kilometer Gehen: 32. Platz - Natallja Misjulja 20 Kilometer Gehen: 9. Platz - Janina Prawalinskaja-Karoltschyk Kugelstoßen: Gold - Natallja Safronawa Dreisprung: 15. Platz in der Qualifikation - Natallja Sasanowitsch Siebenkampf: Bronze - Tazzjana Scheutschyk Hochsprung: 30. Platz in der Qualifikation - Swijatlana Sudak Hammerwurf: 10. Platz - Wolha Zander Hammerwurf: kein gültiger Versuch in der Qualifikation - Waljanzina Zybulskaja 20 Kilometer Gehen: 28. Platz - Iryna Jattschanka Diskuswurf: Bronze - Elina Swerawa Diskuswurf: Gold - Jelena Budnik, Iryna Chljustawa Hanna Kosak & Natallja Salahub 4 × 400 Meter: Vorläufe |

### Moderner Fünfkampf
| Männer - Pawal Douhal Bronze | Frauen - Schanna Schubenok 6. Platz |

### Rhythmische Sportgymnastik
Frauen
- Julija Raskina
Einzel: Silber
- Walerija Watkina
Einzel: 8. Platz
- Tazjana Ananka, Tazjana Belan, Hanna Hlaskowa, Iryna Ilenkawa, Maryja Lasuk & Wolha Puschewitsch
Mannschaft: Silber

### Ringen
Männer
- Dsmitryj Dsjabelka
Superschwergewicht, griechisch-römisch: Bronze
- Sergey Demchenko
Weltergewicht, Freistil: 4. Platz
- Aleksandr Guzov
Federgewicht, Freistil: 8. Platz
- Herman Kantojeu
Bantamgewicht, Freistil: 4. Platz
- Uladsimir Kapytau
Weltergewicht: griechisch-römisch: 17. Platz
- Sjarhej Lischtwan
Schwergewicht, griechisch-römisch: 9. Platz
- Wjatschaslau Makaranka
Mittelgewicht, griechisch-römisch: 7. Platz
- Aljaksej Mjadswedseu
Superschwergewicht, Freistil: 6. Platz
- Bejbulat Mussajeu
Halbschwergewicht, Freistil: 9. Platz
- Igor Petrenko
Federgewicht, griechisch-römisch: 13. Platz
- Nikolai Sawin
Leichtgewicht, Freistil: 12. Platz
- Aljaksandr Schamarau
Schwergewicht, Freistil: 7. Platz
- Waleryj Zylenz
Halbschwergewicht, griechisch-römisch: 4. Platz
- Witali Schuk
Leichtgewicht, griechisch-römisch: 17. Platz

### Rudern
Frauen
- Kazjaryna Karsten
Einer: Gold
- Iryna Basyleuskaja, Wolha Berasnjowa, Julija Bitschyk, Natallja Helach, Waljanzina Chochlawa, Maryna Kuschmar, Wolha Trazeuskaja, Inessa Sacharewskaja & Marina Nikolajewna Snak
Achter: 4. Platz

### Schießen
| Männer - Ihar Bassinski Luftpistole: Bronze Freie Pistole: Silber - Oleg Chwazowas Schnellfeuerpistole: 6. Platz - Anatoli Klimenko Luftgewehr: 4. Platz Kleinkaliber, Dreistellungskampf: 25. Platz - Kanstanzin Lukaschyk Luftpistole: 15. Platz Freie Pistole: 9. Platz - Sjarhej Martynau Kleinkaliber, Dreistellungskampf: 9. Platz Kleinkaliber, liegend: Bronze - Georgi Nechajew Luftgewehr: 18. Platz Kleinkaliber, liegend: 19. Platz | Frauen - Wiktoryia Tschajka Luftpistole: 11. Platz - Aksana Koutonowitsch Luftgewehr: 32. Platz - Lalita Jauhleuskaja Luftpistole: 11. Platz Sportpistole: Bronze - Wolha Pahrebnjak Luftgewehr: 9. Platz Kleinkaliber, Dreistellungskampf: 11. Platz - Iryna Schylawa Kleinkaliber, Dreistellungskampf: 20. Platz - Julija Alipawa Sportpistole: 4. Platz |

### Schwimmen
| Männer - Aleksandr Hukow 100 Meter Brust: 46. Platz 200 Meter Brust: 22. Platz - Dmitri Kalinowski 50 Meter Freistil: 34. Platz 4 × 100 Meter Freistil: 10. Platz - Walerian Churoschwili 4 × 200 Meter Freistil: 12. Platz - Igor Koleda 200 Meter Freistil: 12. Platz 4 × 100 Meter Freistil: 10. Platz 4 × 200 Meter Freistil: 12. Platz - Dmitri Koptur 400 Meter Freistil: 22. Platz 1500 Meter Freistil: 20. Platz 4 × 200 Meter Freistil: 12. Platz - Pawel Lagun 4 × 100 Meter Freistil: 10. Platz 4 × 200 Meter Freistil: 12. Platz - Aleh Ruchlewitsch 100 Meter Freistil: 31. Platz 4 × 100 Meter Freistil: 10. Platz | Frauen - Natalia Chatziloizou 200 Meter Freistil: 6. Platz 400 Meter Freistil: 13. Platz - Alena Popchanka 50 Meter Freistil: 26. Platz 100 Meter Freistil: 16. Platz |

### Segeln
| Männer - Igor Iwaschinzow & Michail Protasewitsch 470er: 21. Platz | Offene Klasse - Alexander Mumiga Laser: 32. Platz | Frauen - Tatjana Drosdowskaja Europe: 24. Platz |

### Synchronschwimmen
Frauen
- Kryszina Markowitsch & Natallja Sacharuk
Duett: 19. Platz

### Tennis
| Männer - Maks Mirny Einzel: Viertelfinale Doppel: Viertelfinale - Uladsimir Waltschkou Einzel: 2. Runde Doppel: Viertelfinale | Frauen - Wolha Barabanschtschykawa Einzel: 1. Runde Doppel: 4. Platz - Natallja Swerawa Einzel: 1. Runde Doppel: 4. Platz |

### Tischtennis
| Männer - Uladsimir Samsonau (engl. Vladimir Samsonov) Einzel: Viertelfinale Doppel: Gruppenphase - Jauhen Schtschazinin (engl. Evgueni Shetinin) Einzel: Gruppenphase Doppel: Gruppenphase | Frauen - Tatsiana Kostromina Einzel: Gruppenphase Doppel: 1. Runde - Weranika Paulowitsch Einzel: Gruppenphase - Wiktoryja Paulowitsch Einzel: Gruppenphase Doppel: 1. Runde |

### Trampolinturnen
| Männer - Dsmitryj Poljarusch 5. Platz | Frauen - Natallja Karpenkowa 5. Platz |

### Turnen
| Männer - Iwan Iwankou Einzelmehrkampf: 4. Platz Mannschaftsmehrkampf: 8. Platz in der Qualifikation Boden: 56. Platz in der Qualifikation Pferd: 39. Platz in der Qualifikation Barren: 5. Platz Reck: 11. Platz in der Qualifikation Ringe: 5. Platz Seitpferd: 31. Platz in der Qualifikation - Alexander Kruschilow Einzelmehrkampf: 75. Platz in der Qualifikation Mannschaftsmehrkampf: 8. Platz in der Qualifikation Boden: 19. Platz in der Qualifikation Pferd: 69. Platz in der Qualifikation Reck: 48. Platz in der Qualifikation Seitpferd: 56. Platz in der Qualifikation - Iwan Paulouski Einzelmehrkampf: 33. Platz Mannschaftsmehrkampf: 8. Platz in der Qualifikation Boden: 26. Platz in der Qualifikation Pferd: 39. Platz in der Qualifikation Barren: 35. Platz in der Qualifikation Reck: 43. Platz in der Qualifikation Ringe: 52. Platz in der Qualifikation Seitpferd: 54. Platz in der Qualifikation - Wital Rudnizky Einzelmehrkampf: 73. Platz in der Qualifikation Mannschaftsmehrkampf: 8. Platz in der Qualifikation Boden: 14. Platz in der Qualifikation Pferd: 64. Platz in der Qualifikation Barren: 48. Platz in der Qualifikation Ringe: 36. Platz in der Qualifikation - Aljaksandr Schostak Einzelmehrkampf: 69. Platz in der Qualifikation Mannschaftsmehrkampf: 8. Platz in der Qualifikation Barren: 39. Platz in der Qualifikation Reck: 41. Platz in der Qualifikation Ringe: 26. Platz in der Qualifikation Seitpferd: 48. Platz in der Qualifikation - Aljaksej Sinkewitsch Einzelmehrkampf: 23. Platz Mannschaftsmehrkampf: 8. Platz in der Qualifikation Boden: 19. Platz in der Qualifikation Pferd: 46. Platz in der Qualifikation Barren: 47. Platz in der Qualifikation Reck: 46. Platz in der Qualifikation Ringe: 39. Platz in der Qualifikation Seitpferd: 33. Platz in der Qualifikation | Frauen - Tatjana Grigorenko Einzelmehrkampf: 79. Platz in der Qualifikation Mannschaftsmehrkampf: 12. Platz in der Qualifikation Boden: 83. Platz in der Qualifikation Pferd: 60. Platz in der Qualifikation Schwebebalken: 78. Platz in der Qualifikation - Anna Meisak Einzelmehrkampf: 91. Platz in der Qualifikation Mannschaftsmehrkampf: 12. Platz in der Qualifikation Stufenbarren: 75. Platz in der Qualifikation Schwebebalken: 73. Platz in der Qualifikation - Natalija Naranowitsch Einzelmehrkampf: 75. Platz in der Qualifikation Mannschaftsmehrkampf: 12. Platz in der Qualifikation Boden: 64. Platz in der Qualifikation Pferd: 70. Platz in der Qualifikation Stufenbarren: 53. Platz in der Qualifikation - Alena Poloskowa Einzelmehrkampf: 33. Platz Mannschaftsmehrkampf: 12. Platz in der Qualifikation Boden: 23. Platz in der Qualifikation Pferd: 55. Platz in der Qualifikation Stufenbarren: 30. Platz in der Qualifikation Schwebebalken: 38. Platz in der Qualifikation - Marina Sarschizkaja Einzelmehrkampf: 26. Platz Mannschaftsmehrkampf: 12. Platz in der Qualifikation Boden: 55. Platz in der Qualifikation Pferd: 20. Platz in der Qualifikation Stufenbarren: 58. Platz in der Qualifikation - Tazzjana Scharhanowa Einzelmehrkampf: 79. Platz in der Qualifikation Mannschaftsmehrkampf: 12. Platz in der Qualifikation Boden: 77. Platz in der Qualifikation Pferd: 66. Platz in der Qualifikation Stufenbarren: 5. Platz Schwebebalken: 53. Platz in der Qualifikation |

### Wasserspringen
| Männer - Wjatschaslau Chamulkin Turmspringen: 23. Platz | Frauen - Swjatlana Aljaksejeuna Kunstspringen: 15. Platz |